# Khan Academy

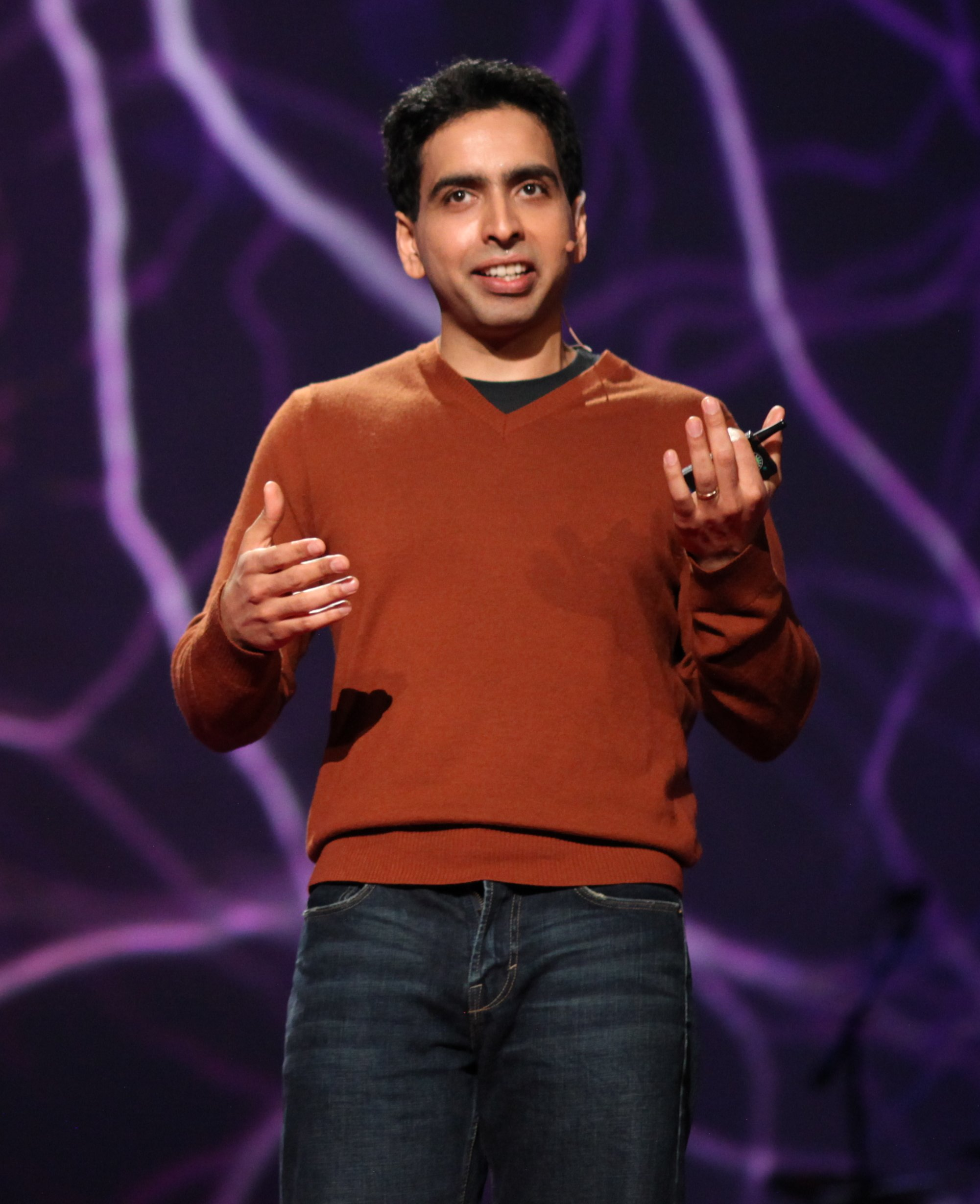
Salman Khan előadást tart a TED-en, 2011-ben

A Khan Academy nonprofit szervezetet Salman Khan hozta létre 2008-ban azzal a céllal, hogy korszerű, online eszköztárának segítségével ingyenes, világszínvonalú oktatást biztosítson a tanulni vágyóknak a világ minden táján. A különböző életkorú diákok mellett a tanárok munkáját is naprakész, térítésmentesen használható segédletekkel támogatja. A szervezet mottója: Bármit meg tudsz tanulni!

## A Khan Academy története
2004-ben Salman Khan az egyik unokatestvérét korrepetálta matematikából, és ehhez a Yahoo egyik szolgáltatását használta. Később más rokonai is szerették volna használni az oktatóanyagait. A sikeren felbuzdulva végül úgy döntött, hogy a YouTube-on bárki számára elérhetővé teszi a videóit, és továbbiakkal bővítette a gyűjteményt.
A pozitív visszajelzések hatására végül 2009-ben döntött úgy, hogy főállásban az online oktatással szeretne foglalkozni, ezért kilépett a munkahelyéről. Az évek során a matematika tananyagok mellett sorban jelentek meg más tantárgyak: még 2009-ben  elérhetővé váltak a fizika, közgazdaságtan, majd a kémia tananyagok. A későbbi években tovább bővült a paletta a társadalomtudományokkal és a zenével, majd 2014-ben a programozással.
A Khan Academy gyakorlóiskolája, a Khan Lab School 2014 szeptemberében nyitotta meg kapuit a kaliforniai Mountain View-ban.
A Khan Academy profilja még tovább bővült 2017-ben, a fiatal felnőtteket célzó pénzügyi videósorozat publikálásával.

## A weboldal felépítése
A Khan Academy sokszínű tananyagai, több ezer oktatóvideója és interaktív feladatai izgalmas tanulási lehetőséget biztosítanak a felhasználók széles körének (általános iskola alsó tagozattól egyetemi szintig).
A weboldalra tanulóként, tanárként vagy szülőként regisztrálva különböző funkciók érhetők el. A tanulóként feliratkozók személyre szabottan, a tanulni kívánt tantárgyban elért tudásszintjüknek megfelelően ajánlott tananyagokból választhatnak, melyeken saját tempójukban haladhatnak végig. A leckékből és videókból elsajátított tudásukat gyakorlófeladatokkal, kvízekkel, anyagrész-tesztekkel és tudáspróbákkal tesztelhetik, melyekre azonnali visszajelzést kapnak. Elért eredményeik jutalmaként pontokat kapnak, melyeket összegyűjtve tudásszintet léphetnek és jelvényeket szerezhetnek.
A rendszer előnyei közé tartozik, hogy a szülők és oktatók nyomon követhetik a diákok munkáját és fejlődését, az anyagok felhasználására pedig iskolai órákon, valamint otthoni környezetben is lehetőség van. A Khan Academy szakértők által kidolgozott tanári eszköztára ingyen elérhető az oktatók számára, akik ezeket tanulóik, osztályuk igényeire szabva alkalmazhatják a tanításban. A diákok előmenetelének nyomon követhetősége a differenciált oktatásban is előnyös lehet, hiszen könnyen átlátható, melyik diák hol tart a curriculumban, és ennek megfelelően tudják egyénre szabottan támogatni felzárkóztatásukat és további fejlődésüket. A honlap a Google Osztályterem szolgáltatásával is kompatibilis.
A honlapon elérhető tantárgyak között szerepel a matematika, informatika, természettudományok, mérnöki tudományok, történelem, művészettörténet, zene, és a közgazdaságtan. A Khan Academy olyan tekintélyes intézményekkel együttműködésben is készített tananyagokat, mint pl. a NASA, a Museum of Modern Arts, az MIT, a California Academy of Sciences, vagy a Pixar Animation Studios. A partnerek teljes listája megtalálható a Khan Academy Partner content oldalán.

## Adaptáció
Az eredeti angolon kívül ma már több, mint 50 nyelven működik a honlap, teljes, demo vagy lite verzióban, emellett több mint 14000 – részben önkéntes – munkatárs fordítja jelenleg további 16 nyelvre a tananyagokat  (2019. szeptemberi adat) .
A fordítók jó részét személyes pozitív tapasztalataik motiválják – ők maguk is felhasználói az oldalnak, és szeretnének tenni azért, hogy mások is élhessenek a felület által kínált lehetőségekkel.

### A Khan Academy magyar oldala
A Khan Academy magyar nyelvi adaptációján egy önkéntes fordító- és lektorcsapat dolgozik 2017 óta. A munkát az Akadémia Határok Nélkül Alapítvány fogja össze.
A magyar nyelvű weboldal 2019 nyarán indult . A magyar fordítócsapat célja az, hogy minél előbb minél több anyagot tegyen elérhetővé, hogy anyagi helyzettől függetlenül minden magyar gyereknek esélye legyen a felzárkózásra vagy tudásának elmélyítésére különböző témákban, vonzó és jó minőségű tananyagok segítségével. A távlati célok közé tartozik a teljes oktatási portfólió lefordítása, illetve a mobil applikáció bevezetésének előkészítése.

## Finanszírozás
A Khan Academy az Egyesült Államokban bejegyzett civil szervezet, melyet számos cég és magánszemély támogat adományával.
Hazai vonatkozásban az Akadémia Határok Nélkül Alapítvány saját erőforrásai felhasználásával végzi az anyagok magyarra fordítását. Az önkéntes fordítói, feliratozói és lektori munka mellett a szervezet anyagi támogatást is fogad.

## Látogatottság
Az előadások látogatottsága tekintetében a Khan Academy túlszárnyalta az MIT OpenCourseWare (OCW) csatornáját.

## Fordítás
- Ez a szócikk részben vagy egészben  a   Khan Academy című angol Wikipédia-szócikk ezen változatának fordításán alapul.  Az eredeti cikk szerkesztőit annak laptörténete sorolja fel. Ez a jelzés csupán a megfogalmazás eredetét és a szerzői jogokat jelzi, nem szolgál a cikkben szereplő információk forrásmegjelöléseként.